# Parey (Elbe)
Parey is een plaats en voormalige gemeente in de Duitse deelstaat Saksen-Anhalt, en maakt deel uit van de Landkreis Jerichower Land.
Parey telt 2.635 inwoners.